# ラース・ウンナーシュタル
ラース・ウンナーシュタル（Lars Unnerstall, 1990年7月20日 - ）は、西ドイツ・ノルトライン＝ヴェストファーレン州イッベンビューレン出身のサッカー選手。ポジションはゴールキーパー。エールディヴィジ・FCトゥウェンテ所属。

## 経歴

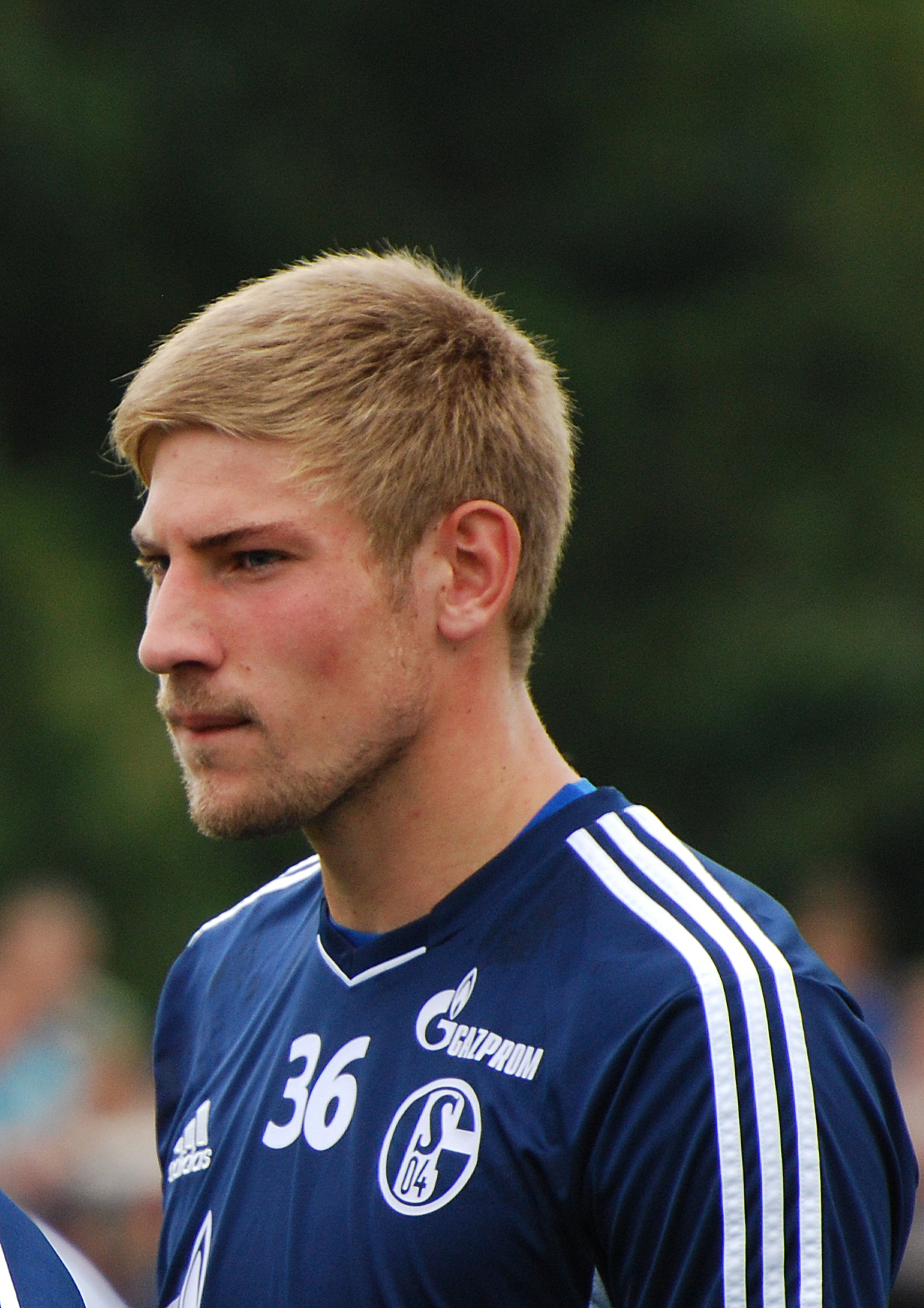
シャルケ04でのウンナーシュタル（2011年）

2008年からシャルケ04のユースチームに所属し、2011-2012シーズンよりトップチームへ昇格。2011年7月31日、DFBポカールのFCテニンゲン戦でトップチームデビューを果たした。10月15日、1.FCカイザースラウテルン戦でラルフ・フェールマンが退場したことにより出場機会を得て、リーグ戦デビューを果たした。
2014年1月、スイス・スーパーリーグのFCアーラウへ2013-14シーズン終了まで期限付き移籍。
2014年5月21日、フォルトゥナ・デュッセルドルフに移籍。
2017年6月、VVVフェンローに2年契約で移籍。
2018年、PSVアイントホーフェンに3年契約で移籍したが、2018-19シーズンはVVVフェンローに期限付き移籍の形で留まった。
2021年5月2日、FCトゥウェンテに移籍。

## 受賞歴
シャルケ04
- DFBポカール : 2011
- DFLスーパーカップ : 2011